# Selfie (serial telewizyjny)
Selife – komediowy amerykański serial telewizyjny wyprodukowany przez Piece of Pie Productions oraz Warner Bros. Television. Serial jest emitowany od 30 września 2014 roku przez ABC. Twórcą serialu jest Emily Kapanek, która napisała scenariusz na podstawie musicalu My Fair Lady.

7 listopada 2014 roku stacja ABC anulowała serial, po czym pozostałych 6 odcinków zostało wyemitowanych przez platformę Hulu.

W Polsce serial jest emitowany od 25 sierpnia 2016 roku przez Comedy Central Family

## Fabuła
Serial skupia się na Elizie Dooley, która ma obsesję na własnym punkcie i zależy jej bardziej na like’ach na Facebooku niż prawdziwych przyjaźni. Życie Elizy zmienia się, gdy odchodzi od niej chłopak i staje się ona bohaterką kompromitującego filmiku w Internecie. Dziewczyna chce ratować swój wizerunek i zatrudnia Henry’ego Higenbottama, eksperta od marketingu.

## Obsada
- Karen Gillan jako Eliza Dooley[6]
- John Cho jako Henry Higenbottam[7]
- Tim Peper jako Ethan Chase[8]
- Da’Vine Joy Randolph jako Charmonique Whitaker[8]
- Allyn Rachel jako Bryn[9]
- David Harewood jako Sam Saperstein[10]

## Role drugoplanowe
- Amber Rose jako Fit Brit
- Giacomo Gianniotti jako Freddy[11]
- Brian Huskey jako Larry[12]
- Natasha Henstridge jako pani Saperstein[13]
- Samm Levine jako Terrance[14]
- Jennifer Hasty jako Joan[15]
- Allison Miller jako Julia Howser[16]

## Odcinki
| Sezon | Sezon | Odcinki | Oryginalna emisja | Oryginalna emisja | Oryginalna emisja | Oryginalna emisja | Oryginalna emisja |
| Sezon | Sezon | Odcinki | Premiera sezonu   | Finał sezonu      | Premiera sezonu   | Finał sezonu      |                   |
| ----- | ----- | ------- | ----------------- | ----------------- | ----------------- | ----------------- | ----------------- |
|       | 1     | 13      | 30 września 2014  | 30 grudnia 2014   | 25 sierpnia 2016  | 12 września 2016  |                   |

### Sezon 1 (2014)
| #  | Tytuł                              | Reżyseria           | Scenariusz                          | Premiera ABC                | Premiera Comedy Central Family |
| -- | ---------------------------------- | ------------------- | ----------------------------------- | --------------------------- | ------------------------------ |
| 1  | Pilot                              | Julie Anne Robinson | Emily Kapnek                        | 30 września 2014            | 25 sierpnia 2016               |
| 2  | Un-Tag My Heart                    | Phil Traill         | Amelie Gillette                     | 7 października 2014         | 26 sierpnia 2016               |
| 3  | With A Little Yelp From My Friends | Alex Hardcastle     | Jessica O’Toole Amy Rardin          | 14 października 2014        | 29 sierpnia 2016               |
| 4  | Nugget of Wisdom                   | Alex Hardcastle     | Emily Kapnek                        | 21 października 2014        | 30 sierpnia 2016               |
| 5  | Even Hell Has Two Bars             | Eric Appel          | Brian Rubenstein                    | 4 listopada 2014            | 31 sierpnia 2016               |
| 6  | Never Block Cookies                | Eric Appel          | Brian Rubenstein                    | 4 listopada 2014            | 1 września 2016                |
| 7  | Landline                           | Christine Gernon    | Brian Chamberlayne                  | 11 listopada 2014           | 2 września 2016                |
| 8  | Traumatic Party Stress Disorder    | Joe Nussbaum        | Sierra Teller Ornelas               | 25 listopada 2014 (USA VOD) | 5 września 2016                |
| 9  | Follow Through                     | Claire Scanlon      | Eric Ledgin                         | 2 grudnia 2014 (USA VOD)    | 6 września 2016                |
| 10 | Imperfect Harmony                  | Elliot Hegarty      | Sarah Tapscott                      | 9 grudnia 2014 (USA VOD)    | 7 września 2016                |
| 11 | Perestroika                        | Claire Scanlon      | Jessica O’Toole & Amy Rardin        | 16 grudnia 2014 (USA VOD)   | 8 września 2016                |
| 12 | Stick in the Mud                   | Danny Leiner        | Mathew Harawitz & Brian Rubenstein  | 23 grudnia 2014 (USA VOD)   | 9 września 2016                |
| 13 | I Woke Up Like This                | Eric Appel          | Amelie Gillette, Brian Chamberlayne | 30 grudnia 2014 (USA VOD)   | 12 września 2016               |